# 黄石爬鮡
黄石爬鮡（学名：Euchiloglanis kishinouyei）为輻鰭魚綱鯰形目鮡科石爬鮡属的鱼类，俗名黄石爬、石爬子，是中国的特有物种。分布于金沙江及雅魯藏布江水系等，一般栖息于急流多石的水底，體長可達19.3公分。该物种的模式产地在灌县。